# Dušan Radolský
Dušan Radolský (* 13. November 1950 in Trnava) ist ein ehemaliger slowakischer Fußballspieler und derzeitiger Fußballtrainer.

## Spielerkarriere
Radolský spielte in seiner Jugend für Spartak Trnava, seinen Wehrdienst absolvierte er zwischen 1971 und 1973 bei FK Dukla Banská Bystrica, Dukla Tábor und Dukla Kroměříž. Anschließend kehrte er nach Trnava zurück. In der höchsten Spielklasse kam Radolský nicht zum Einsatz.

## Trainerkarriere
Seine Trainerlaufbahn begann Radolský in der Saison 1984/85 bei den Junioren von FC Spartak Trnava. In der Spielzeit 1985/86 war er bei Spartak Co-Trainer, anschließend wechselte er zum Drittligisten Hutník Sereď, mit dem er nur knapp den Aufstieg in die zweite Liga verpasste. Von 1987 bis 1989 trainierte Radolský den damaligen Zweitligisten Agro Hurbanovo. Danach coachte er PNZ Senec.
Radolskýs erste Station in der höchsten Spielklasse war das Engagement bei DAC Dunajská Streda in der Saison 1992/93, in der die Mannschaft das slowakische Pokalfinale erreichte. Im Herbst 1993 coachte Radolský Union Cheb, in der Winterpause wechselte der Slowake zum Ligakonkurrenten Sigma Olomouc, wo er im März 1995 entlassen wurde. In der Rückrunde der Saison 1995/96 coachte Radolský den SK Hradec Králové.
Anschließend kehrte Radolský in seine Heimat zurück und trainierte 1. FC Košice, MŠK Žilina und JAS Bardejov. Von 1998 bis 2000 war er außerdem Trainer der Slowakischen U-21-Auswahl, mit der er an den Olympischen Spielen 2000 in Sydney teilnahm. Am 10. November 1998 trainierte er in einem einzigen Spiel – einem 1:3 gegen Polen – auch die slowakische Nationalmannschaft.
In den Jahren 2000 bis 2001 trainierte der Slowake Al Shabab in den Vereinigten Arabischen Emiraten, im Frühjahr 2002 den tschechischen Erstligisten 1. FC Synot. Danach trainierte er in der Spielzeit 2002/03 Slovan Bratislava. Anschließend ging Radolský nach Polen und feierte mit Dyskobolia Grodzisk 2005 die Vize-Meisterschaft und den Pokalsieg. Von 2006 bis 2007 war er bei seinem ehemaligen Klub FK Dukla Banská Bystrica tätig, danach bei Ruch Chorzów. Von September 2008 bis April 2009 trainierte Radolský den MŠK Žilina. Anschließend war er für kurze Zeit bei dem polnischen Erstligisten Polonia Warschau tätig. Zu Beginn der Saison 2010/11 war er wieder Trainer bei Spartak Trnava. Dort wurde er im März 2011 entlassen. Im Juni 2011 unterschrieb er einen Vertrag beim polnischen Zweitligisten Termalica Bruk-Bet Nieciecza.